# Proximus Skynet
Proximus Skynet, voorheen (Belgacom) Skynet, begon oorspronkelijk als een  Belgische internetprovider. Het bedrijf is geëvolueerd in de richting van een leverancier van webcontentdiensten en marketingoplossingen. Het is onderdeel van Proximus.

## Historiek
Skynet werd opgericht in januari 1995 door Jean-Guillaume Zurstrassen, zijn broer José Zurstrassen en Grégoire de Streel, met een bescheiden infrastructuur. De naam Skynet werd gekozen als verwijzing naar het netwerk dat de machines controleert die de menselijke soort moet uitroeien in de film The Terminator. In 1998 kocht telecomoperator Belgacom 100 % van de aandelen op (voorheen bezat Belgacom 30% van de aandelen). De oprichters keerden zich toen naar het bankwezen en stichtten VMS-Keytrade, wat later Keytrade Bank werd en uitgroeide tot een van de grootste Belgische platformen in online bankieren.
Oorspronkelijk richtte Skynet zich op het grote publiek, maar met de integratie van Interpac breidde het zijn cliënteel uit naar de bedrijfswereld. 
In 2000 behoorde Skynet.be tot de belangrijkste Belgische internetportalen.
Als onderdeel van een uitbreidingsstrategie van de internetactiviteiten nam Skynet in 2002 The Push en Eduline over. In 2003 nam Skynet ook JustForYou over en in 2004 volgde Kid City. Skynet creëerde in 2004 ook de sites ADSL.be en Arena 51. Bedoeling was aan de Belgacom-ADSL-klanten niet alleen extra diensten aan te bieden, maar ook pure internetactiviteiten te creëren: Arena 51 bijvoorbeeld had tot doel het voornaamste online gaming- en ontspanningsportaal van België te worden. 
Deze strategie werd in 2005 aangevuld met de oprichting van het filiaal Skynet iMotion Activities (audiovisuele productie en Belgacom TV-uitzendingen). In 2005 haalde Skynet alle uitzendrechten binnen voor de voetbalwedstrijden van de Jupiler League op het web en op tv tot in 2008. In dat jaar lanceerde Belgacom haar tv-product via ADSL.
In 2006 nam Belgacom Skynet Extenseo over, een Belgische speler op het vlak van optimalisatie, om er haar reclameregie van te maken.

## Activiteiten
Belgacom Skynet begon oorspronkelijk als een Belgische internetprovider. Het bedrijf is echter geëvolueerd in de richting van een leverancier van webcontentdiensten en marketingoplossingen. 
De activiteiten van Skynet kennen twee zwaartepunten:
- De media bestemd voor de consumenten, via een platformoverschrijdend digitaal aanbod (web, mobile, direct media, video). Via web: Skynet.be, het mediaportaal van Belgacom NV en van BelgacomTV. Via direct mailing: JustForYou en Twistad (samenwerking met Bisnode). Via iDTV : Belgacom11 en 11+, de kanalen voor het Belgische en internationale voetbal op Belgacom TV.
- Belgacom Skynet Advertising is de reclameregie van Belgacom Skynet. Het biedt een compleet gamma van digitale mediadiensten en -oplossingen via diverse strategische kanalen: video, 'reach solutions', targeting offers, direct mailing en contextoplossingen zoals voetbal, gaming, entertainment en auto’s.

Vroegere CEO’s:
- Jean-Charles De Keyser
- Philippe Lemmens
- Bart Becks
- Eric Brant